# Bulbophyllum luanii
Bulbophyllum luanii é uma espécie de orquídea (família Orchidaceae) pertencente ao gênero Bulbophyllum. Foi descrita por Pierre Tixier em 1965.